# Josip Rukavina
Josip Rukavina (29. listopada 1942.) je hrvatski međunarodni šahovski majstor. Igrao je na međuzonskom turniru u Lenjingradu u lipnju 1973., namijenjenom odabiru izazivača Bobbyja Fischera za Svjetsko prvenstvo u šahu 1975. Rukavina je završio petnaesti od ukupno osamnaest igrača. Među njegovim partijama na ovom turniru bila je i ona koju je dobio protiv Viktora Korčnoja, koji je prethodno imao vodstvo od jednog boda, ali je potom turnir završio izjednačen s Anatolijem Karpovom. Također je izgubio partiju na istom turniru od Jana Smejkala.